# Hydrastin
Hydrastin ist ein Naturstoff, genauer ein natürliches Alkaloid.

## Vorkommen

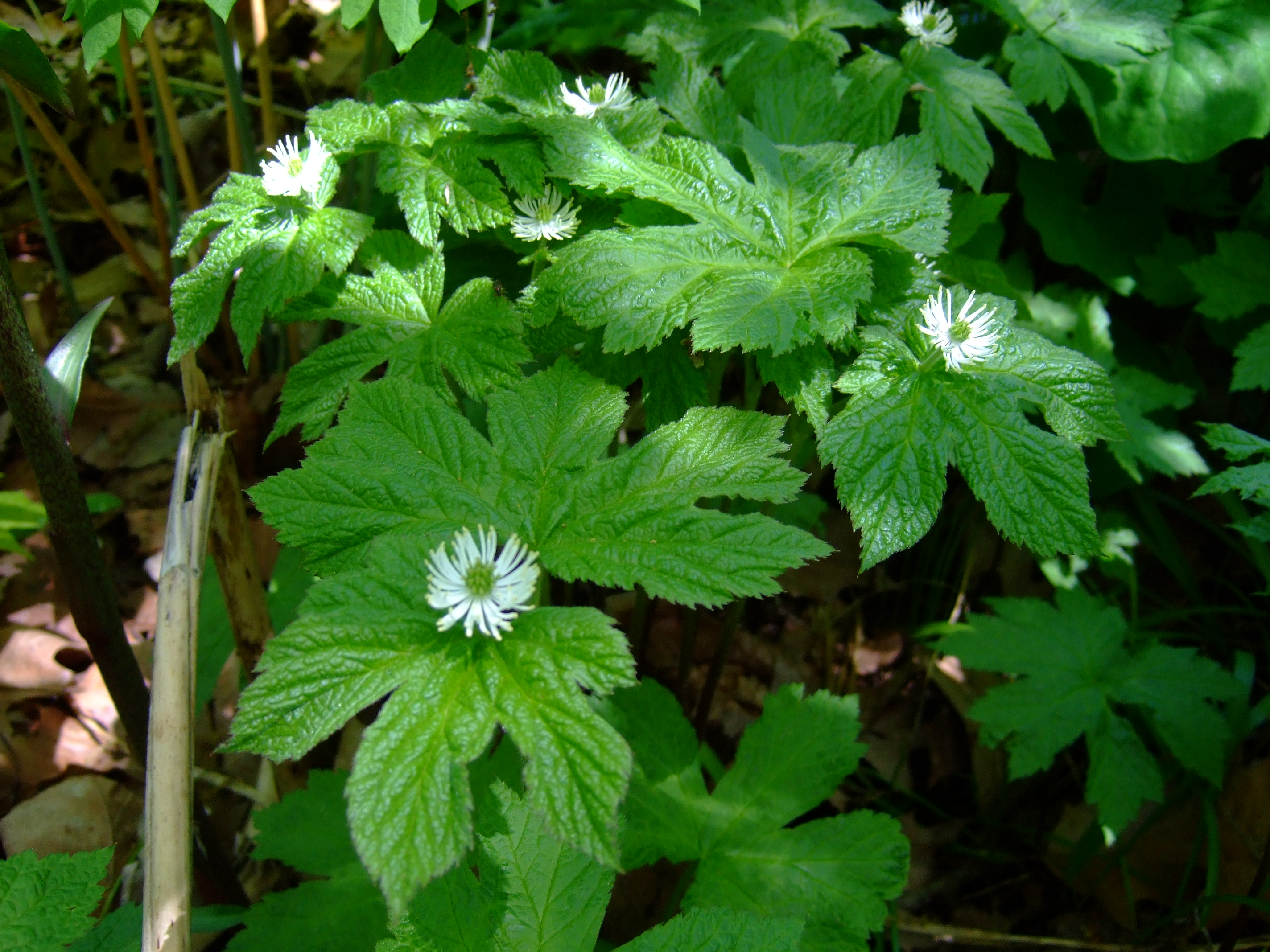
Kanadische Orangenwurzel (Hydrastis canadensis) blühend.

Hydrastin kommt zusammen mit Berberin in der Kanadischen Orangenwurzel (Hydrastis canadensis) vor. Es wurde 1851 von Alfred P. Durand entdeckt.

## Verwendung
Durch Oxidation von Hydrastin erhält man Hydrastinin, welches früher als Hämostyptikum (blutstillend) verwendet wurde.